# Teatro africano da Primeira Guerra Mundial
O teatro africano da Primeira Guerra Mundial descreve campanhas no Norte da África instigadas pelos impérios Alemão e Otomano, rebeliões locais contra o domínio colonial europeu e campanhas aliadas contra as colônias alemãs de Kamerun, Togolândia, Sudoeste Africano Alemão e África Oriental Alemã que foram combatidas pelas Schutztruppe alemãs (tropas coloniais), movimentos de resistência locais e forças do Império Britânico, França, Bélgica e Portugal.

## Consequências

### Análise
A guerra marcou o fim do Império Colonial Alemão; durante a guerra, as potências da Entente posavam como combatentes do liberalismo e do iluminismo, mas pouca evidência existe que isto era visto assim pelos africanos. Muitos soldados africanos lutaram em ambos os lados, com lealdade ao profissionalismo militar. A guerra tinha sido o último período da Partilha da África; o controle e a anexação do território foram o principal objetivo de guerra dos europeus e a principal conquista de Paul Emil von Lettow-Vorbeck foram para frustrar algumas das ambições dos colonialistas sul-africanos. Nos assentamentos de pós-guerra, as colônias da Alemanha foram divididas entre Reino Unido, Bélgica, Portugal e África do Sul. As antigas colônias alemãs ganharam independência na década de 1960, exceto pela Sudoeste Africano (Namíbia), que ganhou independência da África do Sul em 1990.

### Mortes

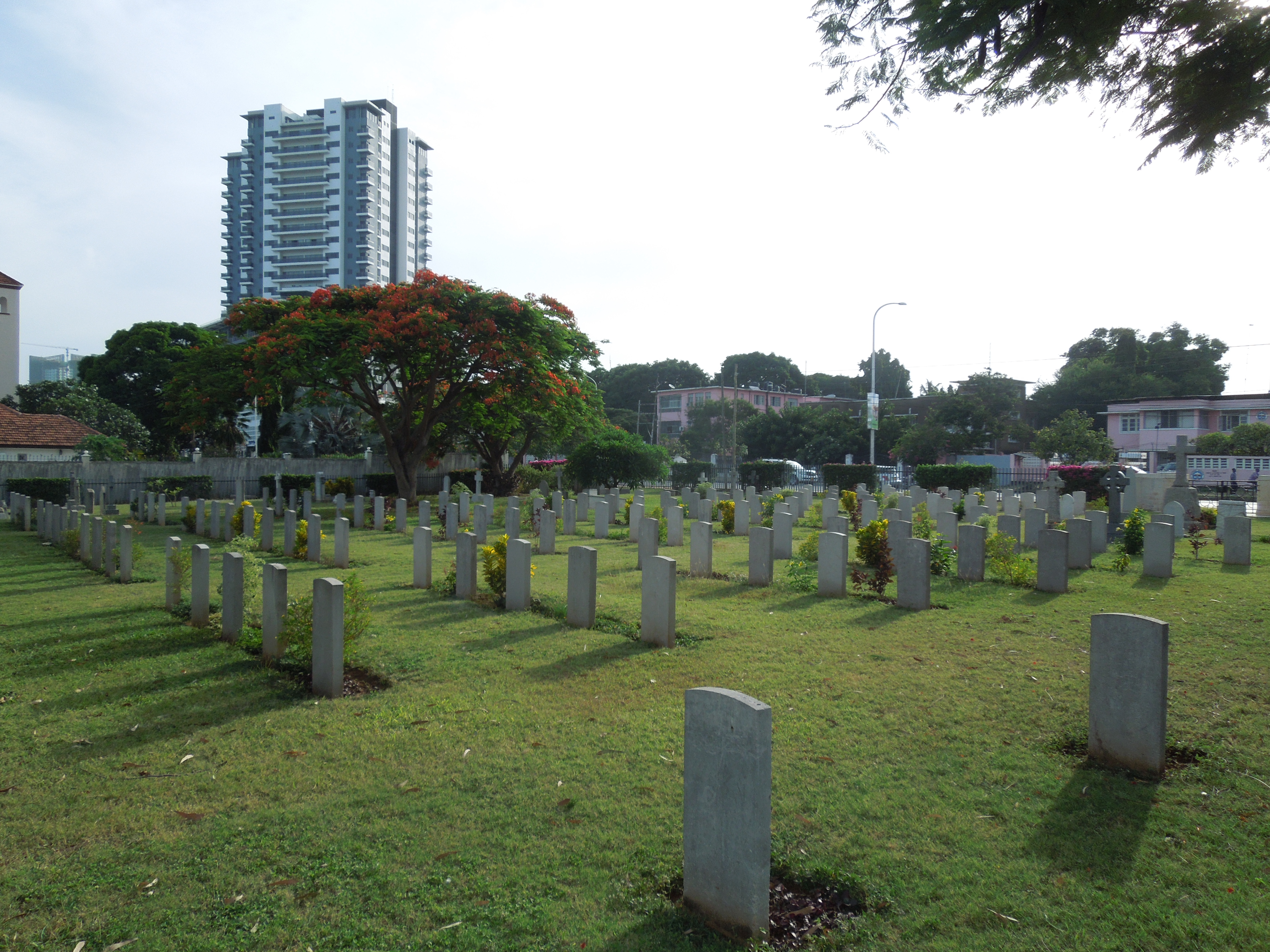
Cemitério Road Upanga em Dar es Salaam, Tanzânia.

O historiador oficial britânico das campanhas em "Togo e Camarões", F. J. Moberly registrou 927 baixas britânicas, 906 baixas francesas, deixou 494 de 807 europeus e 1.322 de 11.596 soldados africanos inválidos. Os transportadores civis foram trazidos das colônias aliadas e, dos cerca de 20 mil transportadores, 574 morreram ou morreram de doença e 8.219 ficaram inválidos, pois poderiam ser "substituídos mais facilmente do que os soldados". De 10.000 a 15.000 civis recrutados localmente, nenhum registro foi mantido. As tropas franco-belgas sob o comando do general Aymerich registraram 1.685 mortos e outros 117 soldados morreram por conta de doenças.
Em 2001, Strachan registrou perdas britânicas na campanha da África Oriental, enquanto 3.443 morreram em ação, 6.558 morreram de doenças e cerca de 90.000 mortes entre empregados africanos. No Sudeste da África, Strachan registrou 113 sul-africanos mortos em ação e 153 mortos por doenças ou acidentes. As baixas alemãs foram 1.188 dos quais 103 morreram e 890 foram presos. Em 2007, Paice registrou cerca de 22.000 vítimas britânicas na campanha da África Oriental, dos quais 11.189 morreram, 9% dos 126.972 soldados na campanha. Em 1917, o recrutamento de cerca de 1.000.000 de africanos como transportadores, haviam despovoado muitos distritos e cerca de 95.000 africanos haviam morrido, entre eles 20% do British Carrier Corps no leste da África.
Um funcionário do Escritório Colonial escreveu que a campanha da África Oriental não se tornara apenas um escândalo "... porque as pessoas que mais sofriam eram transportadores - e, afinal, quem se importa com empregados nativos?"
Paice referiu-se a uma estimativa de 1989 de 350.000 vítimas e uma taxa de mortalidade de 1:7 pessoas. As transportadoras impressionadas pelos alemães raramente foram pagas e comida e gado foram roubados de civis; Uma fome causada pela conseqüente escassez de alimentos e chuvas baixas em 1917, levou a mais 300 mil mortos civis na Ruanda, Urundi e na África Oriental Alemã. O impacto do trabalho agrícola na África Oriental Britânica, a seca no final de 1917 e início de 1918 levou à fome e, em setembro, a gripe espanhola atingiu a África subsaariana. Na África Oriental Britânica 160.000-200000 pessoas morreram, na África do Sul houve 250.000-350.000 mortes e na África Oriental Alemã 10-20% da população morreu de fome e doença; na África subsaariana, c. 1.500.000-2.000.000 de pessoas morreram na epidemia.